# Damasictón
En la mitología griega, Damasictón fue un rey de Tebas, hijo de Ofeltes, el presunto hijo de Peneleo (regente de Tebas). Al abandonar el reino Autesión en obediencia a un oráculo, Damasictón fue designado su sucesor. Damasictón fue el padre de Ptolomeo, el cual le sucedió en el trono.
| Predecesor: Autesión | Reyes de Tebas | Sucesor: Ptolomeo |